# Lucky Thompson with Dave Pochonet All Stars
Lucky Thompson with Dave Pochonet All Stars est un album de jazz du saxophoniste ténor américain Lucky Thompson enregistré en 1956 à Paris en France.

## Historique

### Contexte
En 1956, le saxophoniste ténor Lucky Thompson décide de venir voir en Europe si les représentants du show business « lui laisseraient la possibilité de jouer comme il l'entendait tout en poursuivant sereinement ses recherches musicales ». « La réponse lui parut positive puisqu'il ne repartira définitivement qu'en... 1962 après avoir habité (...) sur la Rive droite de la Seine, non loin du pont Mirabeau ». 
Lors de son séjour en France en 1956, Lucky Thompson a enregistré plus d'une douzaine de sessions en l'espace de quatre mois seulement, avec différents groupes réunis par le batteur Gérard "Dave" Pochonet.

### Enregistrement, publication et réédition
L'album combine deux sessions d'enregistrement réalisées à Paris en 1956 : le 16 avril (avec les morceaux 1, 6, 8, 9 enregistrés par un septet comprenant Lucky Thompson, Charles Verstraete, Michel de Villers, Martial Solal, Jean-Pierre Sasson, Benoît Quersin et Dave Pochonet) et le 11 mai (avec les morceaux 2, 3, 4, 5 et 7 enregistrés par un dixtuor qui comprend l'ensemble du septuor (sauf qu'Henri Renaud remplace Martial Solal au piano), augmenté de Fernand Verstraete, Jo Hrasko et Marcel Hrasko,. On notera qu'il n'y a aucun lien de parenté entre Charles et Fernand Verstraete.
Produit par Frank Ténot, l'album sort en 1956 en format disque vinyle long play (LP) sous la référence 84 sur le label Club français du disque,, un label français actif de 1953 à 1968.
L'album est réédité en 1978 en LP par le label français Musidisc (un label français créé en 1971 dont le catalogue a été racheté par Universal en 1999) puis en 2001 en CD par le label Gitanes Jazz Productions dans la série Jazz In Paris,. La jaquette de ce CD est ornée d'une photo de la place Pigalle prise par Roger Voinquel dans les années 1950, et sa notice est de la main d'Alain Tercinet, un journaliste et critique de jazz français (1935-2017), qui a travaillé pour les revues Jazz Hot de 1970 à 1980 et Jazzman de 1992 à 2009 et est l'auteur de plusieurs ouvrages consacrés au jazz (West Coast Jazz en 1986, Be Bop en 1991, Parker’s Mood en 1997).

## Accueil critique
Le site AllMusic attribue 3 étoiles à l'album Lucky Thompson with Dave Pochonet All Stars.
Le critique musical Ken Dryden du site AllMusic estime que « L'ensemble du groupe s'intègre très bien, avec d'excellents solos. Le traitement luxueux de "I Should Care" est le point culminant de la deuxième session ». Dryden conclut en soulignant que « les musiciens français se montrent à la hauteur de la collaboration avec la star américaine lors des deux sessions, tandis que Thompson est en pleine forme pendant la plus grande partie des deux séances d'enregistrement. ».
Pour Alain Tercinet, auteur de la notice du CD Universal Lucky Thompson with Dave Pochonet All Stars, cet album est un disque sur lequel « se mélangent en un rigoureux dosage rigueur, liberté et exigence ».

## Liste des morceaux
| 1.    | Fascinating Blues       | Jean-Pierre Sasson                     | 4:01 |
| 2.    | I Should Care           | Axel Stordahl, Paul Weston, Sammy Cahn | 4:16 |
| 3.    | One For The Boys And Us | Dave Pochonet, Lucky Thompson          | 7:08 |
| 4.    | Home Free               | Lucky Thompson                         | 5:06 |
| 5.    | Bluebird Blues          | Neal Hefti                             | 3:56 |
| 6.    | Lullaby Of The Leaves   | Bernice Petkere, Joe Young             | 3:58 |
| 7.    | Easy Going              | Lucky Thompson                         | 4:06 |
| 8.    | Let's Try Again         | Michel de Villers                      | 6:28 |
| 9.    | Stewin' Up A Wig        | Dave Pochonet                          | 3:55 |
| 43:05 |                         |                                        |      |

## Musiciens

### Session du 16 avril 1956 (morceaux 1, 6, 8, 9)
- Lucky Thompson : saxophone ténor
- Charles Verstraete : trombone basse
- Michel de Villers : saxophone  baryton
- Martial Solal : piano
- Jean-Pierre Sasson : guitare
- Benoît Quersin : contrebasse
- Dave Pochonet : batterie

### Session du 11 mail 1956 (morceaux 2 à 5, 7)
- Lucky Thompson : saxophone ténor
- Fernand Verstraete : trompette
- Charles Verstraete : trombone
- Jo Hrasko : saxophone alto, clarinette
- Marcel Hrasko : saxophone  baryton
- Michel de Villers : saxophone alto
- Henri Renaud : piano
- Jean-Pierre Sasson : guitare
- Benoît Quersin : contrebasse
- Dave Pochonet : batterie